# Christian Manz (Spezialeffektkünstler)
Christian Manz ist ein VFX Supervisor, der bei Framestore CFC arbeitet und 2011 für Harry Potter und die Heiligtümer des Todes: Teil 1 für den Oscar in der Kategorie Beste visuelle Effekte nominiert wurde.

## Leben
Manz studierte an der Kingston University in London angewandte Kunst. Nach seinem Abschluss begann er bei Framestore als Spezialist für Visuelle Effekte zu arbeiten. Er wirkte an Fernsehserien wie Das zehnte Königreich, Dinotopia und Primeval – Rückkehr der Urzeitmonster mit.
Bei den Filmen Harry Potter und der Feuerkelch und Der goldene Kompass arbeitete er erstmals als VFX Supervisor. 2011 wurde er für Harry Potter und die Heiligtümer des Todes: Teil 1 in der Kategorie Beste visuelle Effekte für den Oscar nominiert. Er arbeitete auch an dem Spielfilm 47 Ronin mit Keanu Reeves.

## Filmografie
- 2000: Das zehnte Königreich (The 10th Kingdom)
- 2001: Die Erben der Saurier (Walking with Beasts)
- 2001: The Armando Iannucci Shows
- 2001: World of Pub (6 Folgen)
- 2001: Brass Eye (1 Folge)
- 2002: Dinotopia
- 2002: Shackleton
- 2003: Mona Lisas Lächeln (Mona Lisa Smile)
- 2003: Tatsächlich… Liebe (Love Actually)
- 2003: Bright Young Things
- 2004: The Last Dragon
- 2004: The Banker
- 2004: Space Odyssey – Mission zu den Planeten (Space Odyssey: Voyage to the Planets)
- 2004: Harry Potter und der Gefangene von Askaban (Harry Potter and the Prisoner of Azkaban)
- 2005: Harry Potter und der Feuerkelch (Harry Potter and the Goblet of Fire)
- 2005: Eine zauberhafte Nanny (Nanny McPhee)
- 2005: The League of Gentlemen’s Apocalypse
- 2006: Prehistoric Park – Aussterben war gestern (Prehistoric Park) (1 Folge)
- 2006: Basic Instinct – Neues Spiel für Catherine Tramell (Basic Instinct 2)
- 2007–2009: Primeval – Rückkehr der Urzeitmonster (Primeval) (23 Folgen)
- 2007: Der goldene Kompass (The Golden Compass)
- 2008: The 39 Steps
- 2008: Crooked House
- 2008: Spooks – Im Visier des MI5 (Spooks) (2 Folgen)
- 2008: A Number
- 2008: Die Chroniken von Narnia: Prinz Kaspian von Narnia (The Chronicles of Narnia: Prince Caspian)
- 2009: Heartless
- 2010: Harry Potter und die Heiligtümer des Todes: Teil 1 (Harry Potter and the Deathly Hallows: Part 1)
- 2010: Eine zauberhafte Nanny – Knall auf Fall in ein neues Abenteuer (Nanny McPhee and the Big Bang)
- 2013: 47 Ronin
- 2016: Phantastische Tierwesen und wo sie zu finden sind